# Rendola
Rendola is een plaats (frazione) in de Italiaanse gemeente Montevarchi.